# Leptaulax immarginalis minangkabauensis
Leptaulax immarginalis minangkabauensis es una subespecie de coleóptero de la familia Passalidae.

## Distribución geográfica
Habita en Sumatra (Indonesia).